# Xã Sinclair, Quận Clearwater, Minnesota
Xã Sinclair (tiếng Anh: Sinclair Township) là một xã thuộc quận Clearwater, tiểu bang Minnesota, Hoa Kỳ. Năm 2010, dân số của xã này là 164 người.